# Борг а Мирум
Борг а Мирум (на исландски: Borg á Mýrum) e селце в Исландия западно от град Боргарнес.
Историята му датира още от времето на заселването на страната. Един от първите заселници, Скалагримур Квелдулфсон, обявил района около Борг а Мирум за свое имение и построил на това място ферма. Неговият син Егил Скалагримсон, (ок. 904 – 995), бил знаменит скалд и воин, но също така и фермер, и продължил да стопанисва фермата на баща си.
В Борг а Мирум била издигната църква още с християнизацията на Исландия около 1000 г., скоро след смъртта на Егил Скалагримсон. Настоящата църква в селото е построена през 1880 г. Нейният олтар, изобразяващ Христос, благославящ малки деца, е уникален за Исландия, понеже е в стил Прерафаелити.

## Личности свързани с Борг а Мирум
- Егил Скалагримсон
- Гунлауг Змийския език